# Iglesia de Santa María de Vallicella
La Iglesia de Santa María de Vallicella (En italiano: Chiesa di Santa Maria in Vallicella), también conocida en italiano como Chiesa nuova (Iglesia nueva), del nombre completo Chiesa nuova di Santa Maria in Vallicella, es una de las iglesias de Roma (Italia), situada frente al Corso Vittorio Emanuele II.

## Historia

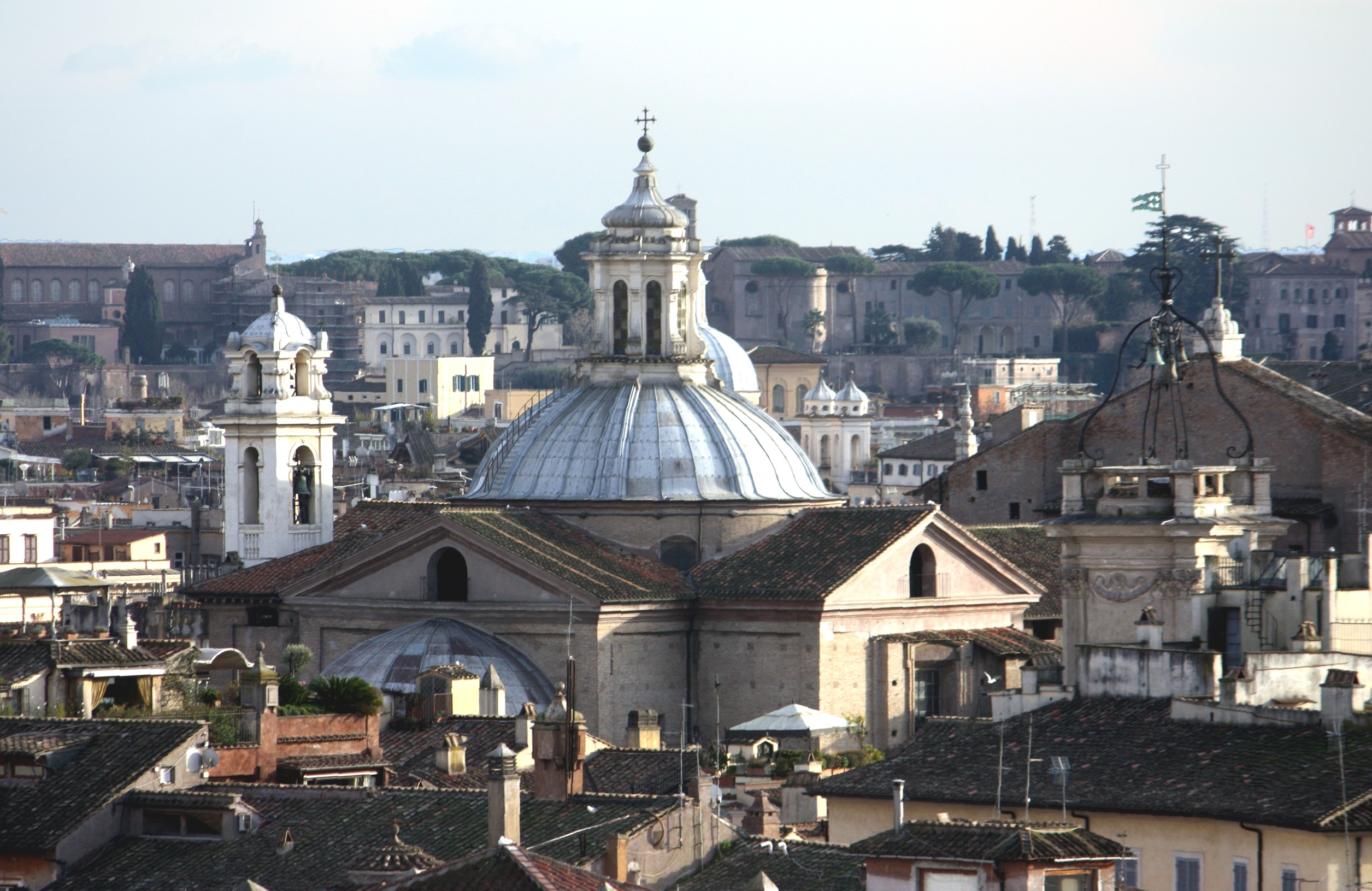
Vista de la cúpula

El papa Gregorio I construyó la primera iglesia en este lugar. Para el siglo XII, se consagró a Santa Maria in Vallicella (Nuestra Señora del Valle Pequeño).
En el siglo XVI, san Felipe Neri, ayudado por el cardenal Pierdonato Cesi y el papa Gregorio XIII, hizo que se reconstruyera la iglesia. Cuando Pierdonato murió, su hermano Angelo Cesi, obispo de Todi, continuó el mecenazgo de su familia. En principio, el arquitecto fue Martino Longhi el Viejo, pero fue reemplazado más tarde por Matteo da Castello. La nave se acabó en 1577, y la iglesia fue consagrada en el año 1599. La fachada, diseñada por Fausto Rughesi, fue acabada en 1605 o 1606. El blasón Cesi es aún evidente en la iglesia.
En 1937 el Papa Pío XI creó el título cardenalicio de Santa María en Vallicella en esta iglesia.

## Interior
La planta refleja el modelo de la iglesia barroca del Gesù; con forma de cruz, con una nave principal que lleva hacia el altar. El interior de la Chiesa Nuova fue llenado por los mecenas durante los años 1620-1690 y contiene una colección de obras de los maestros romanos de esas décadas. Es conocida por sus altares pintados por Federico Barocci, el techo pintado al fresco por Pietro da Cortona y las pinturas de Pedro Pablo Rubens alrededor del altar, hechas en pizarra y cobre. 

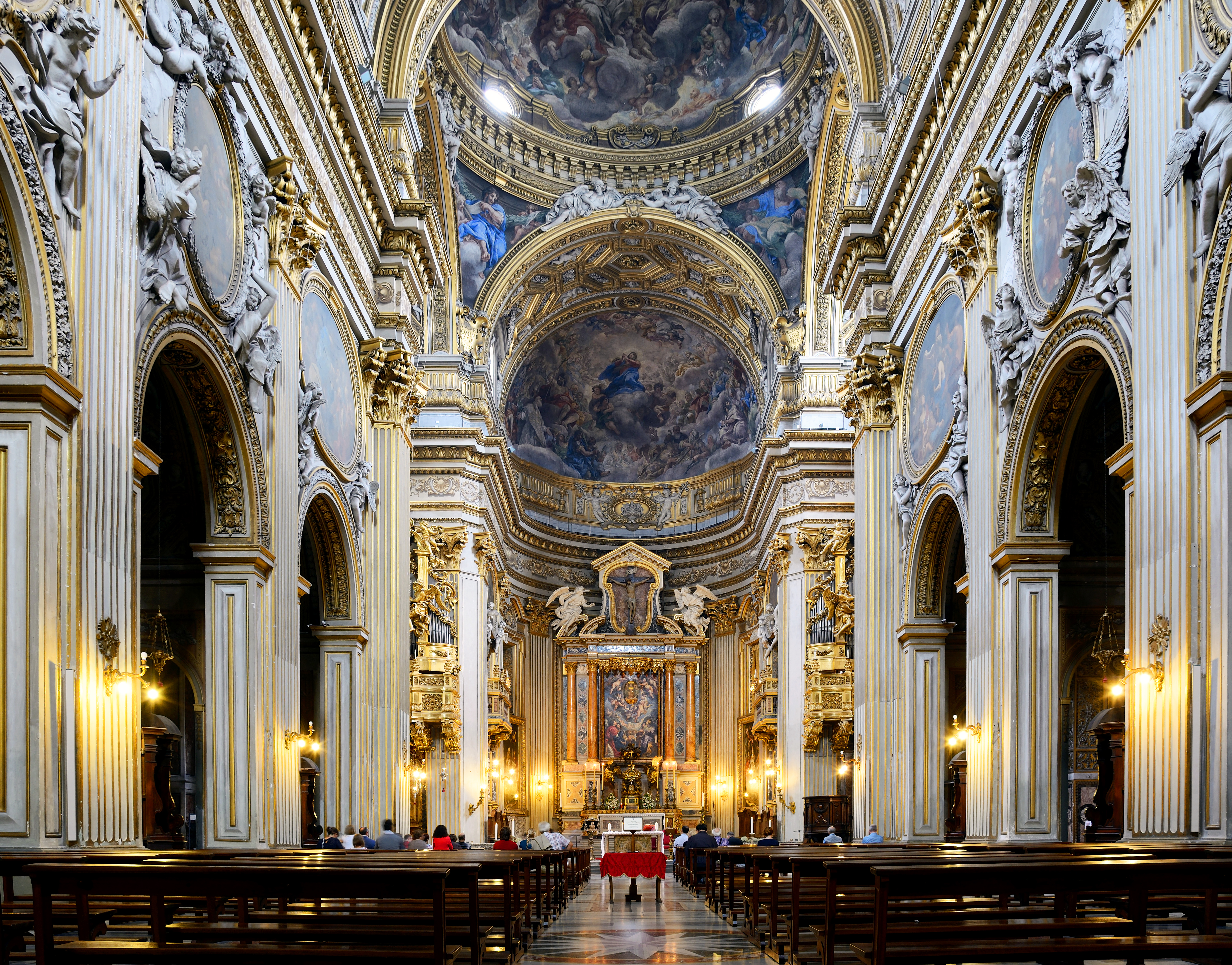
Nave.

Una pintura que no se quedó en la capilla para la que estaba pensada de esta iglesia merece recordarse. El retablo de Caravaggio representando Santo Entierro fue un encargo de Alessandro Vittrice, sobrino de uno de los amigos de san Felipe Neri, y representó el entierro en un formato radicalmente naturalístico, ajeno al gran estilo del resto del altar. El original es ahora un tesoro en la Pinacoteca Vaticana.
Las paredes de la nave y del transepto, así como el techo del presbiterio, tienen lienzos de Episodios del Viejo y del Nuevo Testamento realizados por Lazzaro Baldi, Giuseppe Ghezzi, Daniele Seiter, Giuseppe Passeri, y Domenico Parodi. Los frescos del techo en la nave y la cúpula, Triunfo de la Cruz (1647-1651), fueron pintados por Pietro da Cortona, mientras que sus diseños para las decoracionesn de estuco (1662-1665) fueron ejecutados por Cosimo Fancelli y Ferrata. Cortona también pintó al fresco los profetas en las enjutas de la cúpula (1657-1660). 
La primera pintura de la derecha es una Crucifixión de Pulzone con un fresco en el techo pintado por Lanfranco. La tercera es una Ascensión de Girolamo Muziano, la cuarta, un Pentecostés de Giovanni Maria Morandi; la quinta, una Asunción de Cerrini. En el transepto, una Coronación de María de Cavalier d'Arpino, quien también pintó la primera pieza de altar (Presentación en el Templo) a la derecha. En el presbiterio de la derecha, está la capilla de la familia Spada, acabada en el año 1593 por Rainaldi. 
Dentro se pintó una Virgen con el Niño y santos Carlos Borromeo e Ignacio de Loyola (1675) por Maratta. En el presbiterio central, el ciborio de bronce fue diseñado por Ciro Ferri en 1681. La Virgen con Niño y dos pinturas laterales, Santos Domitila, Nereo y Aquileo, Santos Gregorio Magno, Mauro y Papia (1606-1608) están entre las pocas obras pintadas por Pedro Pablo Rubens específicamente para un encargo romano. Los tres paneles de pizarra se dice que provocaron una convulsión entre el público romano, no acostumbrado al estilo pictórico flamenco. Las piezas de altar de Rubens fueron encargo de monseñor Giacomo Serra por 300 escudos.

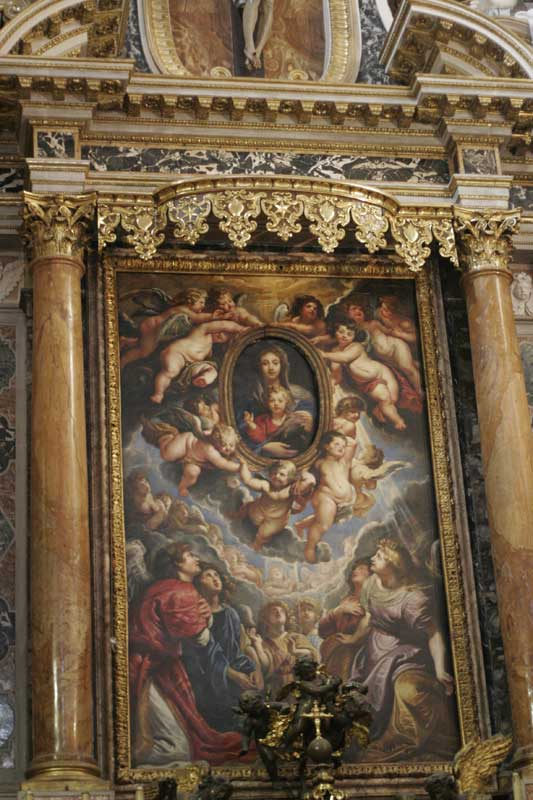
La Virgen y el Niño adorados por ángeles, de Rubens, pintura central del altar mayor.

A la izquierda, junto al presbiterio, hay un retablo de San Felipe Neri, con plan de Onorio Longhi y acabado por Paulo Marucelli en 1604-1606. Dentro del presbiterio, una historia de los santos está representada por Cristoforo Roncalli (también llamado il Pomarancio). En el transepto izquierdo hay una Presentación de María en el Templo (1593-1594) de Barocci. Esta última obra completaba dos retablos que fueron muy admirados en su época, incluyendo uno de la Capilla de la Visitación (1583-1586).
En la sacristía, comenzada en 1621 por Mario Arconio y completada por Marucelli en 1629, está el grupo en mármol de San Felipe y el ángel de Alessandro Algardi, con frescos en la pared de Francesco Trevisani y Bendición de Cristo por Cerrini con el techo pintado al fresco con Ángeles llevando los instrumentos de la Pasión (1633-1634) por Cortona. 
El quinto retablo a la izquierda es una Anunciación de Passignano; el cuarto, una Visitación de Barocci con el techo pintado al fresco con Santos por Saraceni. En el tercero, Adoración de los pastores por Durante Alberti y la bóveda pintada al fresco con un Santo, obra de Roncalli. El segundo retablo es una Adoración de los Magos de Cesare Nebbia; el primero, una Presentación en el templo cuyo autor fue d'Arpino.  
San Felipe Neri está enterrado en la capilla a él dedicada, en una tumba decorada con madreperla.

## Conexiones bibliográficas
Esta iglesia aparece mencionada en la Leyenda Dorada donde en el capítulo sexto punto primero se describe el nacimiento de Cristo como un hecho milagroso por cinco razones. La última de ellas describiría que: “Para conmemorar la tranquilidad de que Roma había disfrutado a lo largo de doce años seguidos, los romanos construyeron un templo magnífico dedicado a la Paz, colocaron en él una estatua de Rómulo, y preguntaron a Apolo cuánto tiempo duraría aquella situación. Como Apolo les contestara que hasta que una virgen pariera, ellos comentaron: En ese caso durará eternamente, porque es imposible que una virgen para. Por eso grabaron sobre la puerta principal del templo esta inscripción: «Templo de la paz eterna». Pero durante la noche en que la Virgen dio a luz a su hijo, el templo misteriosamente se derrumbó. Sobre su antiguo solar se alza actualmente la iglesia de Santa María la Nueva.”